# Цушіма (Нагасакі)

Цуші́ма (яп. 対馬市, つしまし, МФА: [t͡ɕu̥ɕima ɕi̥]?) — місто в Японії, в префектурі Нагасакі.     Отримало статус міста 2004 року. Площа становить 708,85 км². Станом на 1 серпня 2011 року населення складало 33 349  осіб, густота населення — 47 осіб/км².     

## Історія
У середньовіччі острів Цушіма був осередком японських піратів. У 15 столітті заможні пірати перетворилися на регіональних володарів, отримавши статус самураїв. Ними керував наймогутніший рід Со. Наприкінці 16 століття його голова прийняв християнство.
Цушіма отримала статус міста 1 березня 2004 року.